# Medizinische Kybernetik
Medizinische Kybernetik umfasst ein in Entstehung befindliches Arbeitsprogramm für die Anwendung systemtheoretischer, nachrichtentheoretischer, konnektionistischer und entscheidungsanalytischer Konzepte für biomedizinische Forschung und klinische Medizin.
Die Medizinische Kybernetik befasst sich mit der Untersuchung humanbiologischer Wirkungsgefüge, medizinischer Entscheidungsfindung und physiologischer Informationsverarbeitungsprozesse im lebenden Organismus.

## Differenzierungsbereiche
- Medizinische Systemtheorie: Das Ziel der Medizinischen Systemtheorie besteht in der Identifikation und Modellierung physiologischer Dynamiken im gesunden und erkrankten Organismus, um tiefere Einblicke in die organisatorischen Prinzipien des Lebens und seiner Störungen zu gewinnen[1][2][3][4]. Auf Grundlage der dabei gewonnenen Modelle wurden u. a. Methoden für eine verbesserte Diagnostik[5][6][7] und eine personalisierte Therapieplanung entwickelt[8][9][5][10][11][12]. Das Teilgebiet wird teilweise auch als Systemmedizin bezeichnet[13].
- Medizinische Informations- und Kommunikationstheorie: Ausgehend vom Bewusstsein der Information als einer wesentlichen Grundlage des Lebens versucht die biomedizinische Nachrichtentheorie, Signalübertragungs- und -speicherungsprozesse in verschiedenen physiologischen Ebenen mathematisch zu beschreiben.
- Konnektionismus: Konnektionistische Modelle beschreiben die Informationsverarbeitung in Neuronennetzen und bilden damit eine Brücke zwischen biologischer Forschung und technischer Anwendung.
- Medizinische Entscheidungstheorie: Das Ziel der Medizinischen Entscheidungstheorie besteht in der Formulierung evidenzbasierter Grundlagen für klinische Entscheidungsprozesse.

## Wissenschaftler
- W. Ross Ashby
- Claude Bernard
- Valentin Braitenberg
- Walter Cannon
- Stephen Grossberg
- Humberto Maturana
- Warren McCulloch
- Horst Mittelstaedt
- Walter Pitts
- Arturo Rosenblueth
- Robert Trappl
- Felix Tretter
- Francisco Varela
- Frederic Vester
- Paul Watzlawick

## Institute und wissenschaftliche Arbeitsgruppen (deutschsprachig)
- Biologische Kybernetik / Theoretische Biologie, Universität Bielefeld[14]
- Max-Planck-Institut für biologische Kybernetik, Tübingen